# Bâtiment de la vieille pharmacie de Loznica
Le bâtiment de la vieille pharmacie de Loznica (en serbe cyrillique : Зграда Старе апотеке у Лозници ; en serbe latin : Zgrada Stare apoteke u Loznici) se trouve à Loznica, dans le district de Mačva, en Serbie. Il est inscrit sur la liste des monuments culturels protégés de la république de Serbie (identifiant no SK 737),.

## Présentation

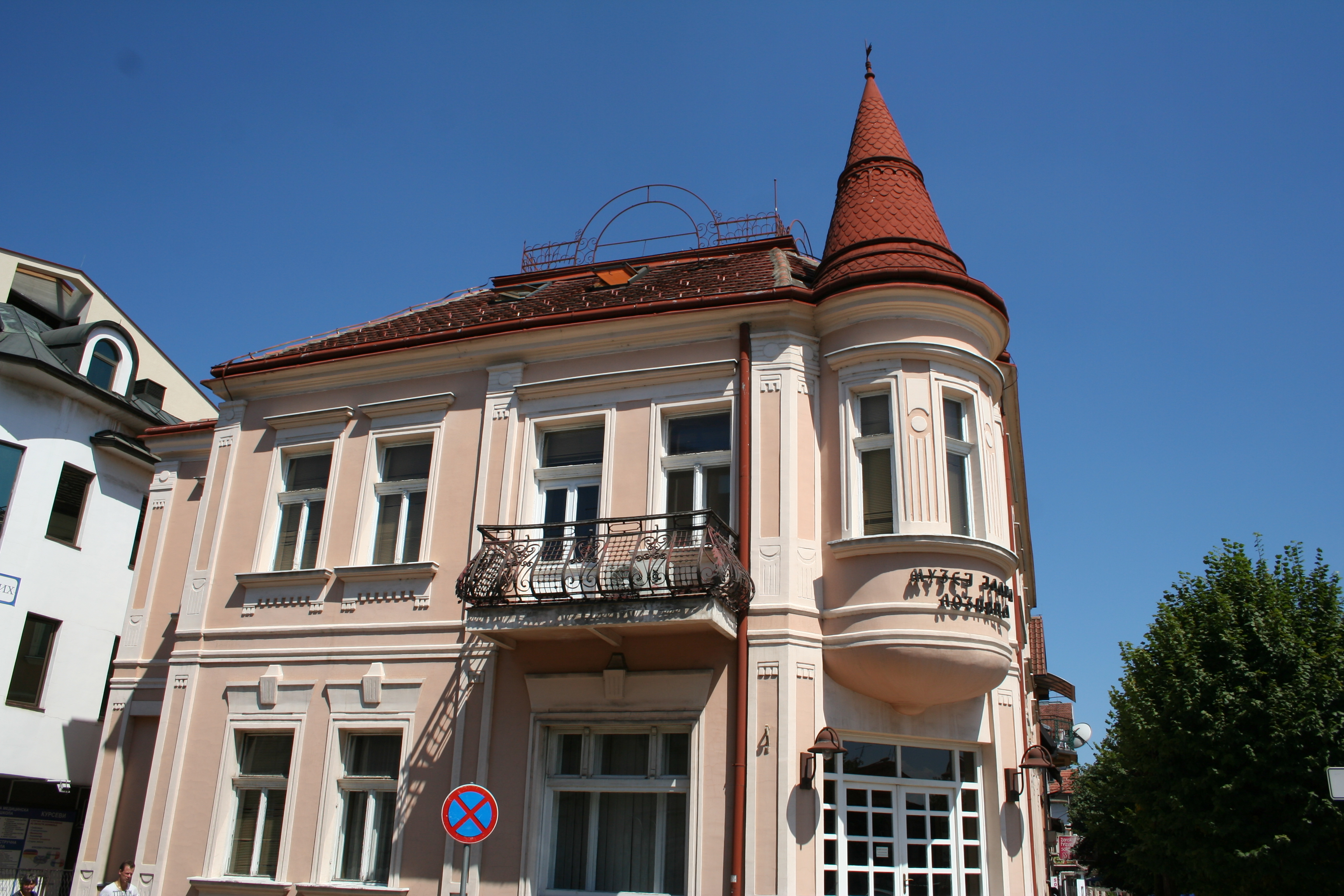
Autre vue du bâtiment.

Le bâtiment a été construit au début du XXe siècle à des fins résidentielles et commerciales. Situé dans le centre de la ville à l'angle de deux rues, il est constitué d'un rez-de-chaussée et d'un étage. À l'origine, il a abrité la première pharmacie de Loznica.
À l'angle se trouve l'entrée principale avec un escalier intérieur ; cette entrée est surmontée par un oriel demi-circulaire dominé par un dôme ; de part et d'autre de l'entrée principale se trouvent des vitrines. À gauche de l'oriel, un balcon avec une rambarde en fer forgé vient orner deux fenêtres. Les fenêtres du bâtiment sont regroupées par deux et sont séparées par des pilastres qui montent tout le long des façades.
La décoration plastique est caractéristique du style Sécession, auquel se mêlent des éléments néo-Renaissance. Le toit est recouvert de tuiles et surmonté d'une structure décorative en fer forgé.
Aujourd'hui, le bâtiment de la vieille pharmacie abrite le Musée du Jadar, un musée régional qui rassemble des collections provenant des municipalités de Mali Zvornik, Ljubovija et Krupanj, ainsi que du territoire de la ville de Loznica.
En raison de son importance, l'édifice a été classé en 1968.

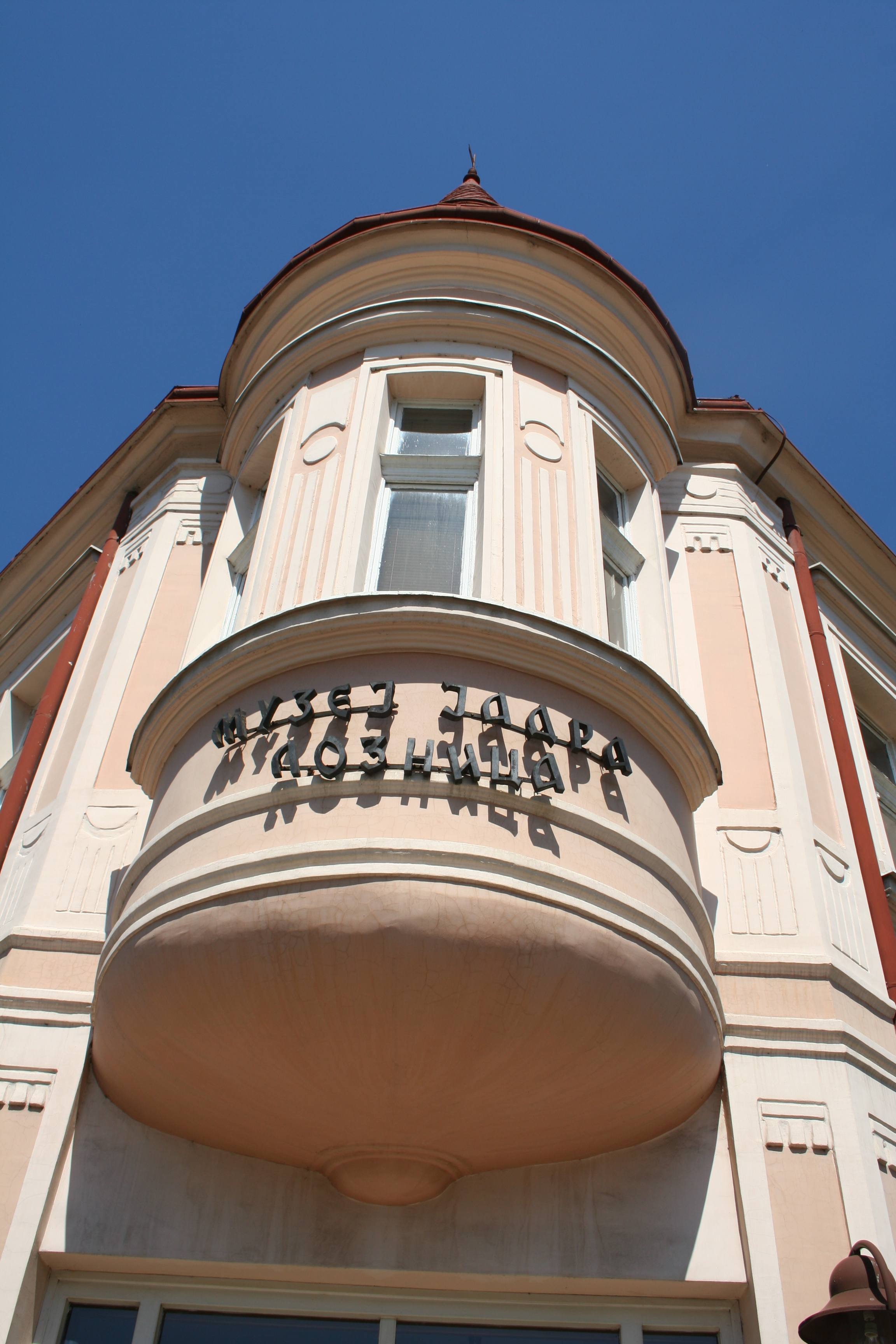
Détail de l'oriel d'angle